# Todorići, Bileća
Todorići so naselje v občini Bileća, Bosna in Hercegovina. 

## Deli naselja
Čardaci, Dublje, Glavica, Kljenovača, Osličevina in Todorići.

## Prebivalstvo
| Pregled števila prebivalcev po letih | Pregled števila prebivalcev po letih | Pregled števila prebivalcev po letih | Pregled števila prebivalcev po letih | Pregled števila prebivalcev po letih | Pregled števila prebivalcev po letih |
| ------------------------------------ | ------------------------------------ | ------------------------------------ | ------------------------------------ | ------------------------------------ | ------------------------------------ |
| 1948                                 | 1953                                 | 1961                                 | 1971                                 | 1981                                 | 1991                                 |
| -                                    | -                                    | -                                    | 209                                  | 111                                  | 66                                   |

| Narodna sestava prebivalstva po letih                                                                                    | Narodna sestava prebivalstva po letih                                                                                      | Narodna sestava prebivalstva po letih                                                                                  |
| --- | --- | --- |
| 1971 | 1981 | 1991 |
| . skupaj: 209 Srbi 209 (100 %) Hrvati 0 (0,00 %) Muslimani 0 (0,00 %) Jugoslovani 0 (0,00 %) drugi in neznano 0 (0,00 %) | . skupaj: 111 Srbi 110 (99,09 %) Hrvati 0 (0,00 %) Muslimani 0 (0,00 %) Jugoslovani 1 (0,90 %) drugi in neznano 0 (0,00 %) | . skupaj: 66 Srbi 66 (100 %) Hrvati 0 (0,00 %) Muslimani 0 (0,00 %) Jugoslovani 0 (0,00 %) drugi in neznano 0 (0,00 %) |